# Batonis Ziche

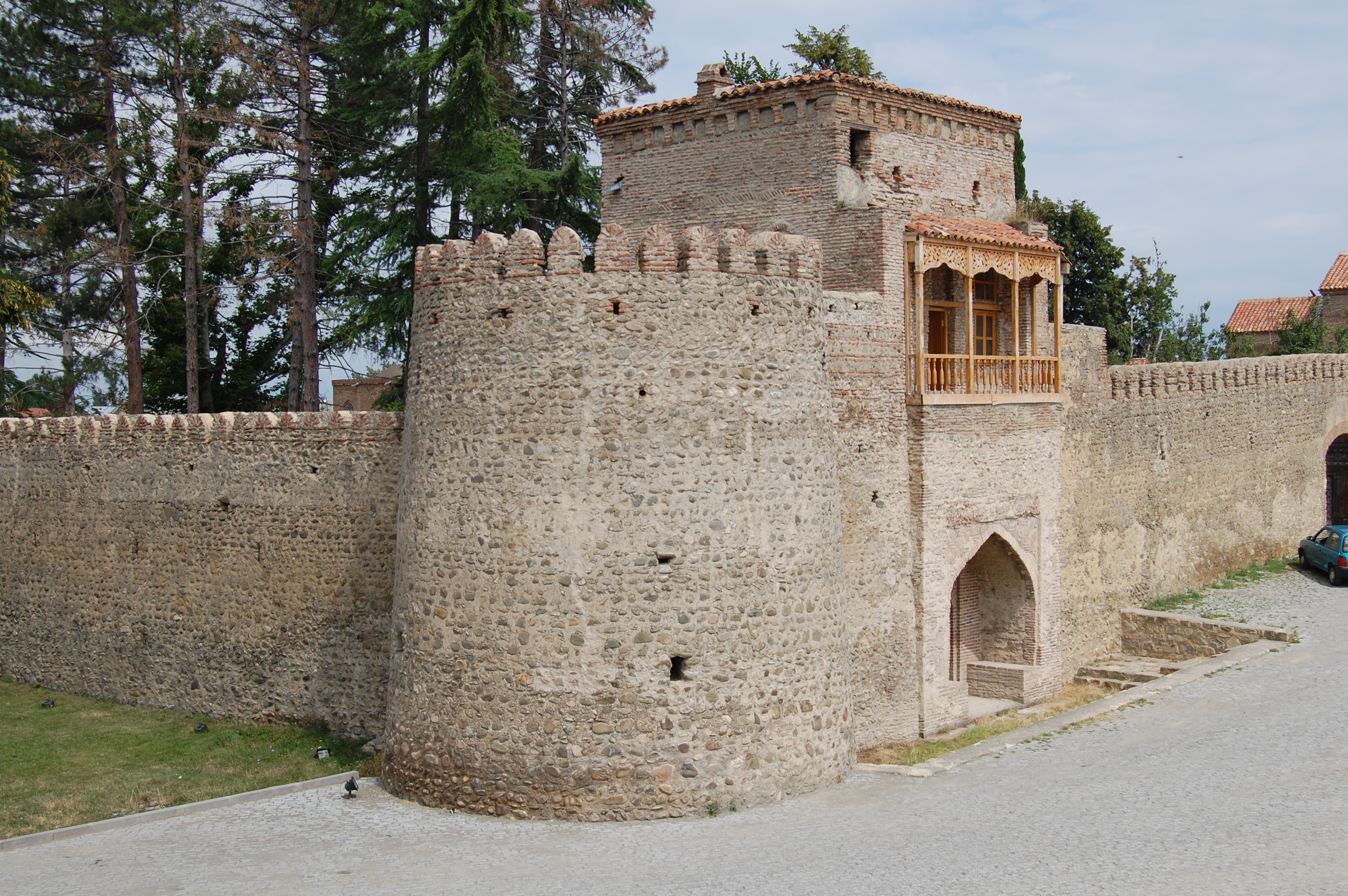
Außenmauer und eines der Tore von Batonis Ziche

Batonis Ziche (georgisch ბატონის ციხე, Burg des Herrn / Königsfestung) ist ein Palast- und Festungskomplex im Zentrum der georgischen Stadt Telawi. Es war Residenz der Könige von Kachetien und später der Könige von Georgien im 17. bis 18. Jahrhundert. In den Jahren von 1667 bis 1675 baute König Artschil II. ursprünglich einen Palast, eine Kirche und ein Badehaus. Der Teil der Außenmauer gehört ebenfalls zur gleichen Zeit. In der zweiten Hälfte des 18. Jahrhunderts, während der Regierungszeit von Erekle II., wurden eine große Außenmauer und das westliche Tor errichtet. 

Königspalast in Batonis Ziche

Der Orientalische Palast befindet sich im östlichen Teil des Schlosses. Die große Halle ist das Zentrum des Palastes mit einem schmalen Korridor an drei Seiten und kleinen Kammern in den Ecken. Zwischen den Kammern befinden sich an allen vier Seiten des Gebäudes tiefe Veranden (Balkone), die in der persischen Architektur als īwān bezeichnet werden, seit dem 16./17. Jahrhundert oft nicht mehr vom traditionellen Tonnengewölbe überdacht, sondern als flach überdachte Säulenhalle (Portikus) gebaut (vgl. Iwan als Portikus). Diese Außenhallen dienten nach persisch beeinflusstem Hofzeremoniell als Hallen für öffentliche Audienzen (pers. dīwān-i ʿāmm). Die Dekoration der Fassaden erfolgt durch Buntglasfenster in den Öffnungen. Im Innenraum des Schlosses schafft der Palast einen dominanten Fokus, da er von der Öffnung des Tores aus vollständig wahrgenommen wird.

Thronsaal von König Erekle II. von Kartli-Kachtien bzw. Georgien im Palast

Der Telawi-Palast als Residenz der georgischen Könige diente seit 1801, mit der russischen Annexion Georgiens, nicht mehr als königlicher Palast. In der zweiten Hälfte des 19. Jahrhunderts wurde der beschädigte Komplex repariert und neue Gebäude wurden hinzugefügt, darunter ein Seminar, eine Schatzkammer, ein Gefängnis, ein Glockenturm und andere. Während dieser Restaurierung wurde die Architektur des Palastes erheblich verändert, später jedoch in seine authentische Form zurückversetzt. Heute befindet sich im Königspalast ein Museum.